# بريان إم. توماس
بريان إم. توماس (بالإنجليزية: Bryan M. Thomas)‏ هو ضابط أمريكي، ولد في 8 مايو 1836 في ميلدغفيل في الولايات المتحدة، وتوفي في 16 يوليو 1905 في دالتون في الولايات المتحدة.